# Крсто Шканата
Крсто Шканата (Тиват, 12. јануар 1924 — Београд, 18. фебруар 2017) био је југословенски и српски филмски редитељ.

## Биографија
После рата завршио је филмски техникум, од када се бави документарним филмом.
У каријери дугој 40 година режирао је преко 40 документарних филмова, међу којима су многи ушли у антологије документарног жанра: У сенци магије, Велико столеће, Тамо где престаје закон, Први падеж - Човек, Одричем се света, Ратниче, вољно!, Хвала на слободи, Носталгија вампира, Терористи ... Његови филмови су били жртве честих забрана.
Момо Капор је у ТВ рецензији за Ратниче, вољно! приметио следеће:

Иако најстроже забрањен за телевизију, филм је добио Прву награду на филмском фестивалу документарног филма у Оберхаузену те ушао у све светске антологије. […] Занимљиво је, гледајући филм, откривати зашто се овај филм нашао на листи ТВ забрана?! […] Такође је непознато због чега је филму одсечена шпица тако да се не знају поуздано сви аутори?!
Слично је са кратким филмом Ловћен из 1974. о рушењу Његошеве заветне капеле 1972, да би се онда баш на том месту подигао маузолеј. Изузев фактографског уводника, филмска камера даље без речи прати раднике и машине, на свом послу. У крупном плану видимо лица мештана, они нас посматрају без емоција, немо. Нема назнаке каквом одушевљењу али ни огорчењу. Па ипак, цензори су и овај филм нашли да је опасан и − забранили га.
Речи Срђана Вучинића, уметничког директора 21. Фестивала ауторског филма:
Људи говоре у Шканатиним филмовима, али не само речима и реченицама. Још више и сугестивније говоре они својим ћутањем, погледом, изразима лица, замуцкивањем, читавом физиономијом коју је на њима избраздало длето приватне и колективне историје. Као документи прошлог времена, Шканатина дела несумњиво су вреднија од већине данашњих писаних историја, посебно од историјских уџбеника састављаних за једнократну употребу. Разлог за ово не лежи само у пристрасности сваке актуелне историографије, у њеној нужној условљености одређеном идеолошком матрицом, у селективном приступу чињеницама које се свесно инструментализују са јасном намером да се жељена политика и идеологија бране или оспоре. За разлику од било какве историографије, накнадно утврђене и писане, у којој је прошлост нужно деформисана у огледалу садашњег тренутка – Шканатин редитељски стил, његова естетика директног филма, обезбеђује непосредни доживљај давно минулог тренутка; живи утисак “изгубљеног времена”, утолико вреднији јер нам га у том облику не може прибавити чак ни новинска ни архивска грађа (пошто је и она увек посредована нечијим језиком, појмовним апаратом и мишљењем).
Преминуо је 18. фебруара 2017. године у Београду. Сахрањен је 21. фебруар 2017. године у Алеји заслужних грађана на Новом гробљу у Београду.
Додељен му је Орден Вука Караџића.

## Филмографија[6]

### 1990−93
- Бог и Хрвати (1993) Документарни
- Први пут заједно (1990) Документарни краткометражни

### 1980−89
- Мошевац (1988) Документарни
- Хвала на слободи (1988) Документарни краткометражни
- Галеника (1985) Документарни краткометражни
- Колубара метал - Монтажа (1984) Документарни краткометражни
- 12 месеци зиме (1983) Документарни
- Централни ремонт (1983) Документарни краткометражни
- Копаоник (1983) Документарни краткометражни
- Атекс (1983) Документарни краткометражни
- Одлагач (1981) Документарни краткометражни
- Тамнава (1981) Документарни краткометражни
- Јосип Броз Тито (1980) Документарни

### 1970−79
- Тито (1977) Документарни краткометражни
- Са Овчара и Каблара (1976) Документарни краткометражни
- Комунисти Југославије (1975) Документарни
- Ловћен (1974) Документарни
- Београд - Град домаћин (1974) Документарни краткометражни
- Усташе (1973) Документарни краткометражни
- Колубара (1972) Документарни краткометражни
- Терористи (1970) Документарни

### 1960−69
- Вежбајмо сваки дан (1969) Документарни краткометражни
- Косовско црно злато IV (1968) Документарни краткометражни
- Носталгија вампира (1968) Краткометражни
- Ратниче, вољно! (1967) Документарни краткометражни
- Срећно (1967) Документарни краткометражни
- Косовско црно злато (1966) Краткометражни
- Одричем се света (1965) Документарни
- Уљез (1965) Документарни
- Први падеж - Човек (1964) Документарни краткометражни
- Извештај из села Завој (1963) Документарни краткометражни
- Тамо гдје престаје закон (1963) Документарни краткометражни
- Ипак размислите (1961) Документарни краткометражни
- За Ђердапску брану (1960) Документарни краткометражни

### 1953−59
- Морска солана (1959) Документарни краткометражни
- Бијеле жетве (1958) Документарни краткометражни
- Рад и физичка култура (1958) Документарни краткометражни
- Велико стољеће (1958) Документарни
- Одред мира (1957) Документарни краткометражни
- Штафета младости (1957) Документарни краткометражни
- Дуг савести (1957) Документарни краткометражни
- Спасоносне капи (1954) Документарни краткометражни
- У сенци магије (1953) Документарни краткометражни